# Eisbach (Isar)
Der Eisbach als linke Ableitung der Isar ist der stärkste Bach im Englischen Garten in München (Bayern).

## Verlauf
Der Eisbach ist Teil der Münchner Stadtbäche, die sämtlich aus der Isar gespeist werden und heute größtenteils unterirdisch die Münchner Altstadt und das Lehel durchfließen. Im Englischen Garten ist er Teil eines Bachsystems, zu dem auch der Schwabinger Bach und der Oberstjägermeisterbach gehören, die beide länger als der Eisbach sind.
Dieser entsteht durch die Zusammenführung des Stadtmühlbaches und des Stadtsägmühlbaches an der Eisbachbrücke und tritt am südlichen Rand des Englischen Gartens in unmittelbarer Nähe des Hauses der Kunst zutage. Gut 2 km weit fließt er im Osten der Parkanlage parallel zur Isar und mündet etwa 500 m unterhalb der John-F.-Kennedy-Brücke in den Fluss (Lage).
Kurz vor der Mündung zweigt ein Teil des Bachs nach links ab, wird unterirdisch weitergeführt und erst 700 m weiter, unterhalb des Stauwehrs Oberföhring, in die Isar zurückgeleitet.

## Geschichte
Das Bachsystem im Englischen Garten wurde in seinen Grundzügen um 1789 durch den Gartenbaumeister Friedrich Ludwig von Sckell konzipiert, der Überschwemmungsräume der Isar als natürliche Gegebenheiten nutzte.

## Sport und Freizeit

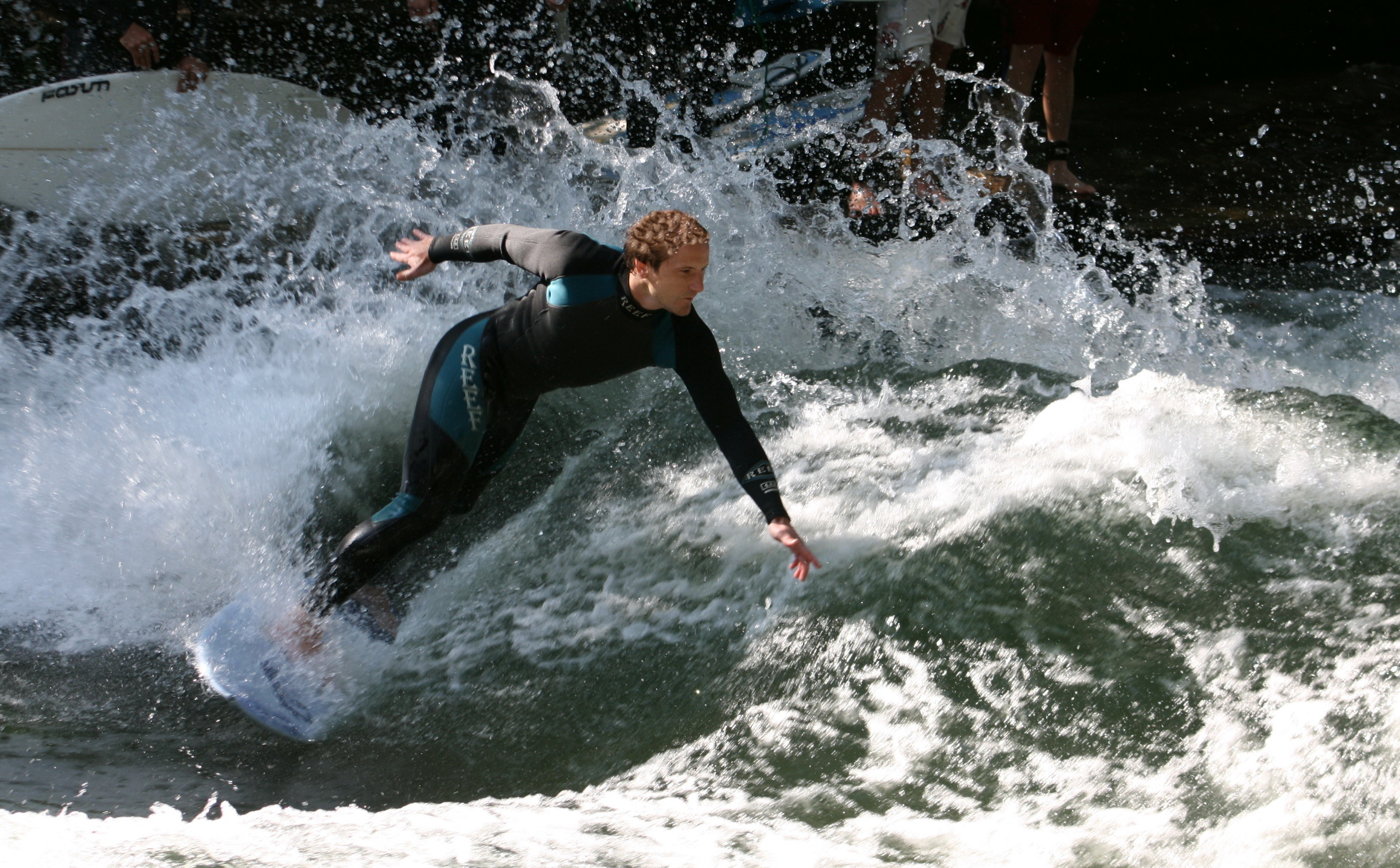
Flusssurfer auf dem Eisbach

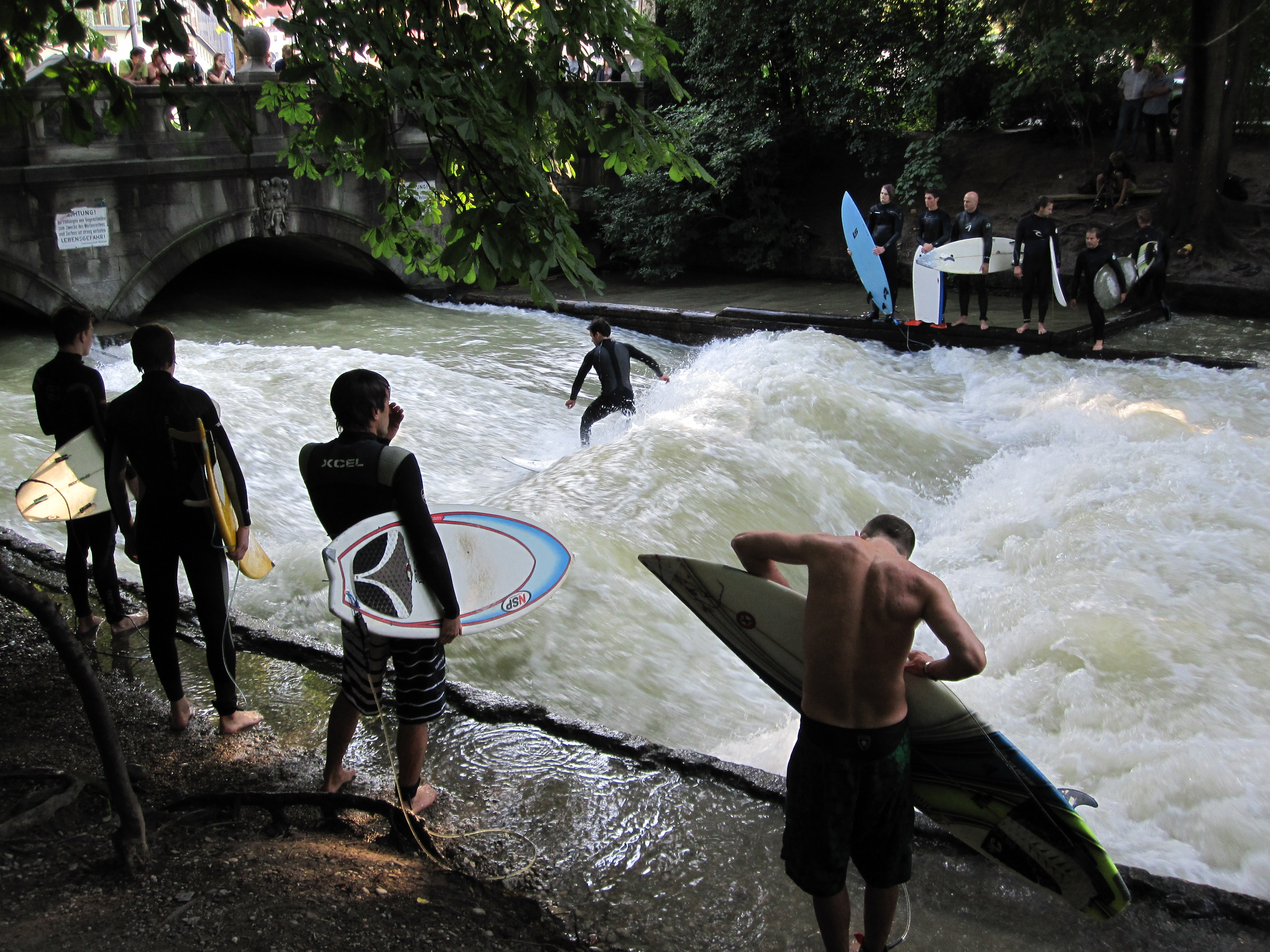
Stehende Welle auf dem Eisbach

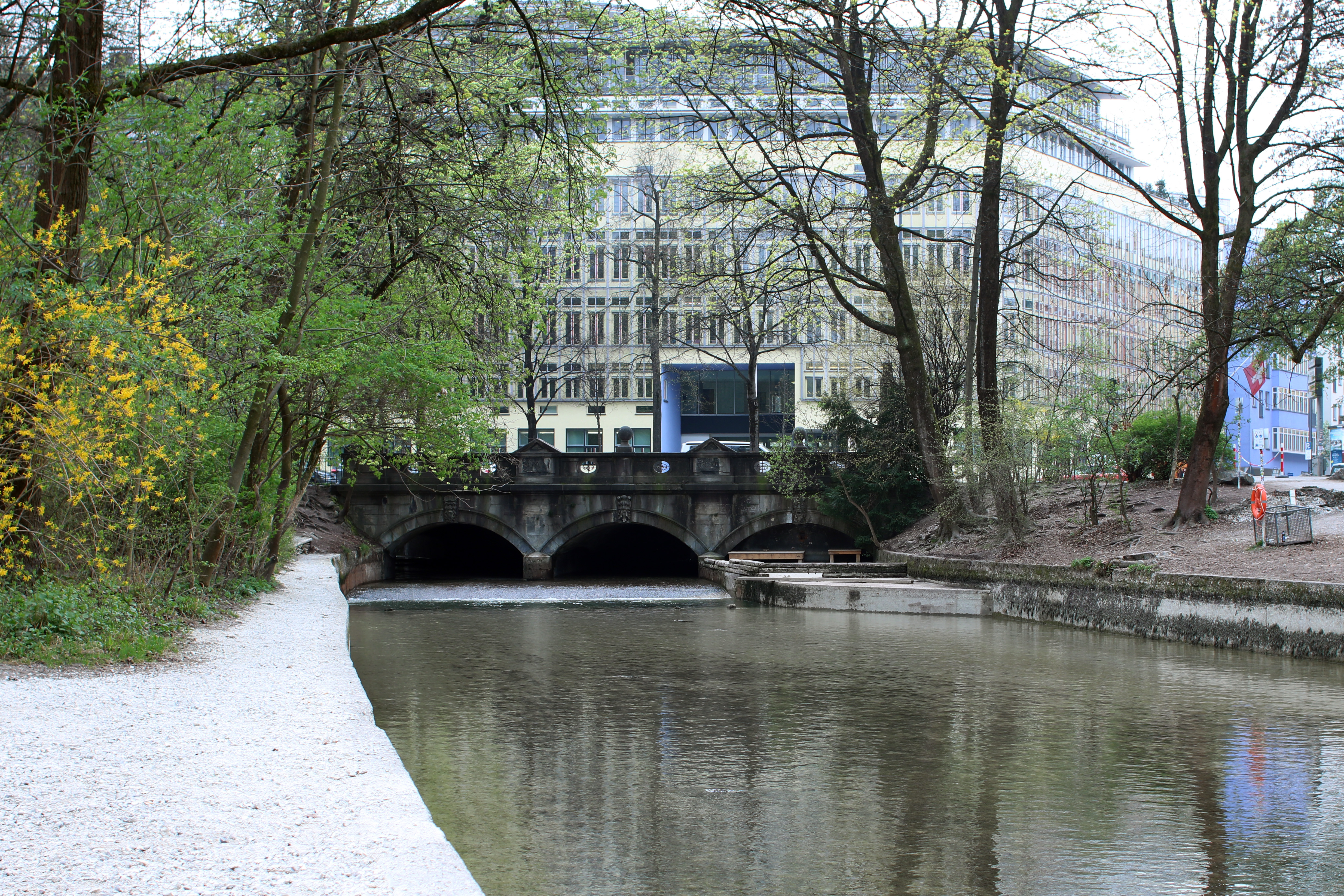
Geringe Welle während der jährlichen Bachauskehr

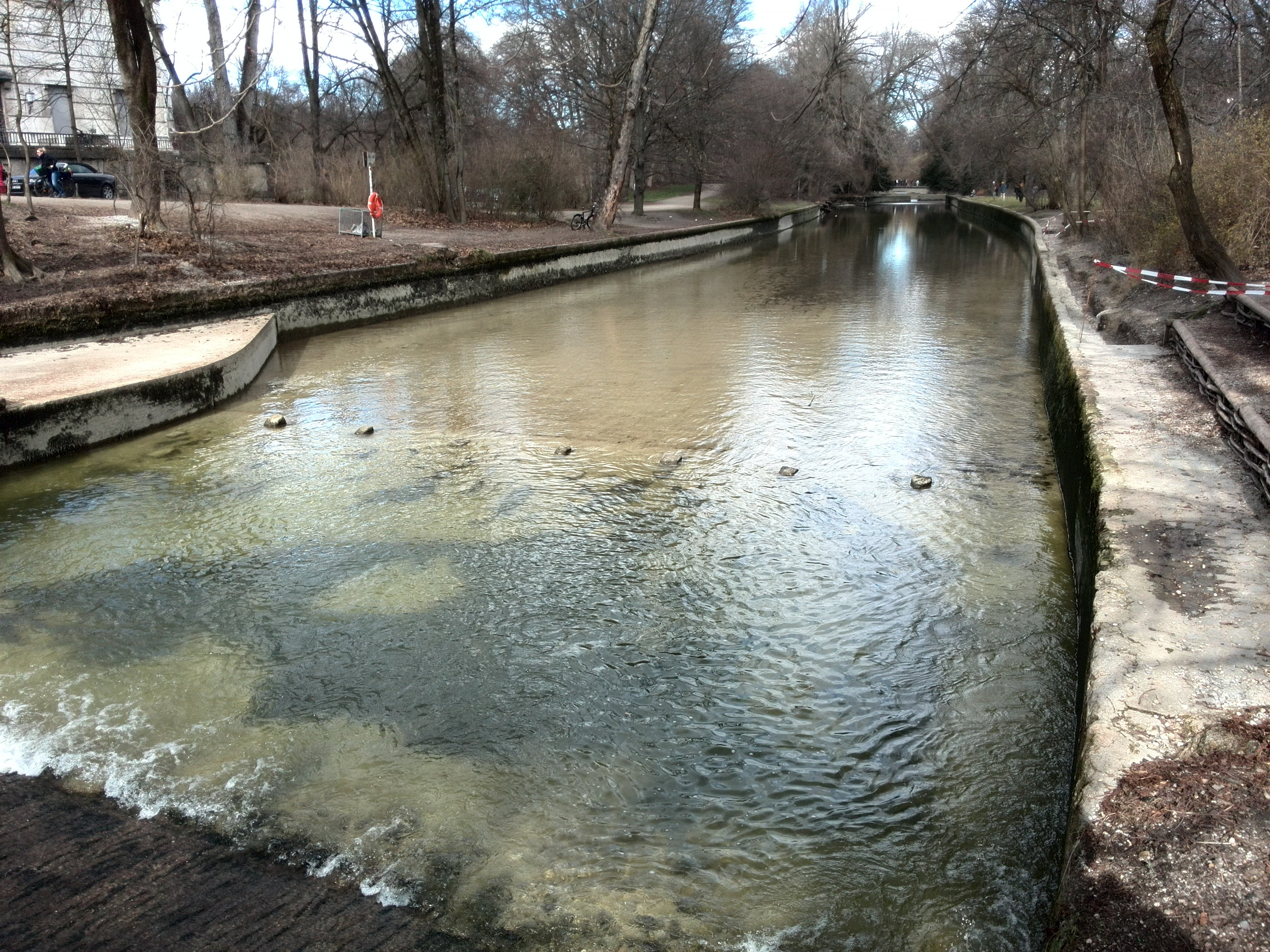
Wenig Wasser, sichtbare Steinquader

### Eisbachwellen
Eine Steinstufe bei der Prinzregentenstraße erzeugt seit dem Anbringen eines Anbaus eine künstliche Stromschnelle und eine etwa halbmeterhohe stehende Welle, die von Flusssurfern genutzt wird und bei Wellenreitern international bekannt wurde. Bei den Letztgenannten ist sie beliebt, aber auch gefürchtet, weil hinter ihr mehrere Reihen von Steinquadern unter Wasser Verletzungen bewirken können.
Im April 2010 wurde bekannt, dass die Stadt München das Gelände im Tausch gegen ein Grundstück im Englischen Garten an der Königinstraße vom Freistaat Bayern übernommen hat, um das Wellenreiten nach 35 Jahren auf eine legale Grundlage zu stellen. Gleichzeitig startete in den Kinos der Dokumentarfilm Keep Surfing, der die Situation am Eisbach und die Wellenreiter, die zum Teil aus der ganzen Welt anreisen, porträtiert. Auch bekannte Surfer wie Jack Johnson surften schon hier.
Rund einen Kilometer hinter der Eisbachwelle gibt es in dem Bach die „kleine Eisbachwelle“. Sie ist etwas einfacher zu fahren, für ungeübte Surfer bestehen aufgrund der Betonbegrenzungen auf beiden Seiten und der teilweise starken Unterströmung dennoch erhebliche Gefahren. Deshalb und wegen der Kollisionsgefahr mit den Eisbachschwimmern wird Anfängern empfohlen, auch diese Welle zu meiden und an die Floßlände in Thalkirchen auszuweichen.
In der Nacht zum 17. April 2025 verunglückte eine 33-jährige Surferin aus München, nachdem sich ihre Sicherungsleine im Bachgrund verhakt hatte. Auch mit Hilfe anderer Surfer konnte sie sich nicht befreien. Die Verunfallte wurde erst nach rund 30 Minuten von Einsatzkräften gerettet. Eine Woche später starb sie an den Folgen des Unfalls. Die Eisbachwelle ist seitdem gesperrt, Ermittlungen der Polizei wurden aufgenommen. Am 23. Juni gab die Staatsanwaltschaft München I die Einstellung der Ermittlungen bekannt.
Die Eisbachwelle hat bisher keinen offiziellen Betreiber; im Falle eines Umbaus bzw. einer Neugestaltung würde sie nach Einschätzung eines Experten als Sportstätte gelten und würde einen Betreiber benötigen, der die Verantwortung übernimmt.

### Freizeitbaden
An warmen Sommertagen wird der Eisbach auch häufig von Badegästen frequentiert, obwohl das Baden, im Gegensatz zur Isar und mit Ausnahme der Surferwelle, im gesamten Englischen Garten verboten ist. Es kommt dabei immer wieder zu Todesfällen: Allein von 2007 bis 2017 ertranken acht Menschen im Eisbach. Grund dafür ist unter anderem die sehr starke Strömung. Zudem können sich unter der Wasseroberfläche neben Steinen auch Gefahren wie zerbrochene Bierflaschen und „entsorgte“ Fahrräder verbergen. Da der Bach relativ flach ist, können auch bereits beim Sprung in das Wasser Unfälle passieren. Darüber hinaus wird das Wasser auch im Sommer nicht wärmer als 15 °C, was die Gefahr eines Kälteschocks birgt. Da es keine befestigten Ausstiegsstellen gibt und das Aussteigen zudem durch die Strömung erschwert ist, treiben gelegentlich Badegäste zu weit und bleiben schließlich hinter der Tivolibrücke im Rechen vor dem Wehr des Tivoli-Kraftwerks hängen, wo sie von der Feuerwehr gerettet werden müssen.
Für den Rückweg zu ihrem Ausgangspunkt nutzen die Badegäste häufig die parallel verkehrende Straßenbahn, was wegen eventuell feuchter Kleidung immer wieder zu Konflikten mit anderen Fahrgästen und der Betreibergesellschaft führt.